# 오주원
오주원(吳周原, 1985년 3월 31일 ~ )은 전 KBO 리그 키움 히어로즈의 투수이다. 개명 전 이름은 '오재영(吳在英)'이다.

## 선수 시절

### 현대 유니콘스시절
서울 청원고등학교를 졸업하고 계약금 1억 5,100만원, 연봉 2,000만원의 조건으로 2차 1라운드 지명을 받아 입단하였다.
입단 첫 해인 2004년 10승 9패를 기록해 팀의 한국시리즈 직행에 공헌했다. 한국시리즈 5차전에 선발 등판해 5.1이닝 2피안타, 3볼넷, 1실점으로 팀의 한국시리즈 2승째를 올리는 데 큰 역할을 해냈다. 이 해에 팀의 우승과 더불어 권오준과 경쟁 끝에 신인왕을 수상하며 데뷔 첫 해부터 주목받았다. 이 우승은 팀의 마지막 한국시리즈 우승이었다.
다음 해인 2005년에 부상과 재활로 5월 말이 돼서야 1군에 올라왔지만, 제구력 불안 등 하락세를 보이며 1승에만 그치고 무려 11패를 기록해 2년차 징크스를 겪었다. 결국 다음 해인 2006년에도 제구력 불안 등 자주 난조를 겪고 부진해 2006년 4월 28일 LG전을 끝으로 선발진에서 이탈했다. 시즌 4경기에 등판해 1승 1패를 기록했다.

### 상무 야구단시절
2006년 시즌 후 11월에 입대하였다.

### 넥센 히어로즈&키움 히어로즈시절
2008년에 퓨처스 북부 리그에서 11승의 성적으로 다승왕에 올랐고, 2008년에 제대해 자신의 전 소속 팀이었던 현대 유니콘스 선수단을 승계받은 팀에 복귀하였다. 복귀 후 불펜으로만 등판하며 좌타자 상대 원포인트 릴리프로 등판했다. 2011년에는 20홀드를 기록해 정우람, 정현욱에 이어 홀드 3위를 기록했지만 2012년에는 26경기에 등판해 1승 3패, 4홀드, 1세이브, 5점대 평균자책점으로 비교적 부진했고, 8월에 팔꿈치 인대 접합 수술을 받아 시즌을 마감했다. 재활 후 복귀하자 당시 감독이었던 염경엽이 부진했던 강윤구, 김세현을 내리고 그를 선발로 올렸다. 2013년 8월 22일 NC전에 2,672일 만에 선발 등판해 2006년 4월 18일 두산전 이후 7년(2683일) 만에 선발 승을 거뒀다. 2014년에도 선발로 여러 번 등판했으나 안 좋은 모습을 보였다. 하지만 포스트 시즌에서의 호투로 평가는 점점 좋아졌다. 2015년 1월 중순에 발생한 고관절 통증으로 인해 재활했고, 시즌 중반에 복귀했지만 썩 만족스러운 성적을 거두지 못했다. 2015년 시즌 9경기에 등판해 9점대 평균자책점을 기록했다. 2016년 9월 4일 한화전에서 1.1이닝 1실점으로 첫 세이브를 기록했다.2017년 시즌 57경기에 등판해 2승 7패, 1세이브, 18홀드, 4점대 평균자책점을 기록했고, 2018년 시즌 61경기에 등판해 3승 6패, 1세이브, 15홀드, 6점대 평균자책점으로 2년 연속 부진했다. 2019년 시즌 초반에 필승조를 맡다가 마무리였던 조상우가 부상으로 이탈하자 마무리로 활동했고, 성적이 좋아 조상우가 복귀한 후에도 마무리로 활동해 18세이브, 2점대 평균자책점을 기록했다. 2019년 시즌 후 FA 자격을 얻었고, 2년 총액 7억원에 잔류했다. 2021년 시즌 후 은퇴를 선언했다.

## 야구선수 은퇴 후
2022년부터 고양 히어로즈의 전력분석원으로 활동했다. 

## 출신 학교
- 서울 청원초등학교
- 청원중학교
- 서울 청원고등학교

## 통산 기록
| 연도 | 팀명     | 평균자책점 | 경기 | 완투 | 완봉 | 승 | 패 | 세 | 홀 | 승률  | 타자 | 이닝 | 피안타 | 피홈런 | 볼넷 | 사구 | 탈삼진 | 실점 | 자책점 |
| ---- | -------- | ---------- | ---- | ---- | ---- | -- | -- | -- | -- | ----- | ---- | ---- | ------ | ------ | ---- | ---- | ------ | ---- | ------ |
| 2004 | 현대     | 3.99       | 30   | 1    | 0    | 10 | 9  | 0  | 0  | 0.526 | 625  | 149  | 135    | 16     | 53   | 5    | 113    | 71   | 66     |
| 2005 | 현대     | 6.01       | 22   | 0    | 0    | 1  | 11 | 0  | 0  | 0.083 | 327  | 70.1 | 79     | 5      | 44   | 2    | 37     | 57   | 47     |
| 2006 | 현대     | 4.61       | 4    | 0    | 0    | 1  | 1  | 0  | 0  | 0.500 | 58   | 13.2 | 9      | 0      | 10   | 1    | 5      | 7    | 7      |
| 2009 | 히어로즈 | 4.08       | 52   | 0    | 0    | 1  | 2  | 0  | 5  | 0.333 | 167  | 39.2 | 39     | 3      | 17   | 1    | 25     | 18   | 18     |
| 2010 | 넥센     | 2.38       | 69   | 0    | 0    | 1  | 1  | 0  | 9  | 0.500 | 187  | 45.1 | 39     | 4      | 15   | 2    | 28     | 15   | 12     |
| 2011 | 넥센     | 3.53       | 64   | 0    | 0    | 2  | 2  | 1  | 20 | 0.500 | 178  | 43.1 | 38     | 4      | 18   | 1    | 29     | 19   | 17     |
| 2012 | 넥센     | 5.19       | 26   | 0    | 0    | 1  | 3  | 1  | 4  | 0.250 | 113  | 26   | 26     | 6      | 13   | 1    | 18     | 15   | 15     |
| 2013 | 넥센     | 2.40       | 10   | 0    | 0    | 4  | 0  | 0  | 1  | 1.000 | 169  | 41.1 | 28     | 1      | 18   | 1    | 31     | 13   | 11     |
| 2014 | 넥센     | 6.45       | 21   | 0    | 0    | 5  | 6  | 0  | 0  | 0.455 | 341  | 74   | 99     | 14     | 33   | 3    | 31     | 59   | 53     |
| 2015 | 넥센     | 9.33       | 9    | 0    | 0    | 0  | 2  | 0  | 0  | 0.000 | 96   | 18.1 | 31     | 4      | 12   | 1    | 11     | 19   | 19     |
| 2016 | 넥센     | 4.41       | 55   | 0    | 0    | 3  | 2  | 2  | 7  | 0.600 | 220  | 51   | 50     | 3      | 17   | 4    | 40     | 25   | 25     |
| 2017 | 넥센     | 4.76       | 57   | 0    | 0    | 2  | 7  | 1  | 18 | 0.222 | 329  | 73.2 | 96     | 10     | 15   | 2    | 56     | 44   | 39     |
| 2018 | 넥센     | 6.19       | 61   | 0    | 0    | 3  | 6  | 1  | 15 | 0.333 | 226  | 52.1 | 61     | 8      | 13   | 1    | 36     | 37   | 36     |
| 2019 | 키움     | 2.32       | 57   | 0    | 0    | 3  | 3  | 18 | 3  | 0.500 | 223  | 54.1 | 54     | 1      | 7    | 3    | 41     | 17   | 14     |
| 2020 | 키움     | 5.40       | 25   | 0    | 0    | 3  | 1  | 0  | 2  | 0.750 | 78   | 18.1 | 22     | 6      | 0    | 0    | 13     | 12   | 11     |
| 2021 | 키움     | 9.31       | 22   | 0    | 0    | 1  | 1  | 1  | 0  | 0.500 | 94   | 19.1 | 35     | 3      | 4    | 0    | 11     | 20   | 20     |
| 통산 | 16시즌   | 4.67       | 584  | 1    | 0    | 41 | 57 | 25 | 84 | 0.418 | 3431 | 790  | 841    | 88     | 289  | 28   | 525    | 448  | 410    |